# 本宮郵便局
本宮郵便局
- （もとみやゆうびんきょく） - 福島県本宮市にある郵便局。本記事にて記述する。
- （ほんぐうゆうびんきょく） - 和歌山県田辺市にある郵便局。局番号は47046。

本宮郵便局（もとみやゆうびんきょく）は福島県本宮市にある郵便局。民営化前の分類では集配普通郵便局であった。

## 概要
住所：〒969-1199 福島県本宮市本宮中條1-3
民営化直前の集配業務再編において、多くの集配普通郵便局は統括センターとなったが、当局は配達センターとされたため、民営化後も郵便事業株式会社の支店は併設されず、集配センターが併設された。

## 沿革
- 1872年8月4日（明治5年7月1日） - 本宮郵便取扱所として開設[1]。
- 1875年（明治8年）1月1日 - 本宮郵便局（五等）となる。
- 1883年（明治16年）6月16日 - 為替・貯金取扱を開始。
- 1894年（明治27年）3月1日 - 本宮郵便電信局となる。
- 1903年（明治36年）4月1日 - 通信官署官制の施行に伴い本宮郵便局となる。
- 1953年（昭和28年）4月1日 - 安達仁井田簡易郵便局の廃止に伴い、取扱事務を承継[2]。
- 1957年（昭和32年）12月1日 - 特定郵便局から普通郵便局に局種別改定。
- 1958年（昭和33年）11月 - 局舎新築落成。
- 1958年（昭和33年）12月1日 - 電話交換事務および電報配達事務の取扱を、本宮電報電話局に移管。
- 1961年（昭和36年）10月1日 - 青田簡易郵便局の廃止に伴い、取扱事務を承継。
- 1984年（昭和59年）8月27日 - 安達郡本宮町南町裡から、同町中條に局舎を新築、移転。
- 2000年（平成12年）8月14日 - 外国通貨の両替および旅行小切手の売買に関する業務取扱を開始。
- 2007年（平成19年）10月1日 - 民営化に伴い、併設された郵便事業郡山支店本宮集配センターに一部業務を移管。
- 2012年（平成24年）10月1日 - 日本郵便株式会社の発足に伴い、郵便事業郡山支店本宮集配センターを本宮郵便局に統合。
- 2016年（平成28年）3月22日 - 白沢郵便局および大玉郵便局から集配業務を移管。

## 取扱内容
- 郵便、印紙、ゆうパック、内容証明
- 貯金、為替、振替、振込、国際送金、国債、投資信託
- 生命保険、バイク自賠責保険、自動車保険
- ゆうちょ銀行ATM
- 郵便区「969-11」「969-12」「969-13」区域（本宮市内の全域、安達郡大玉村内の一部地域）の集配業務

## 周辺
- 本宮市役所
- 本宮映画劇場
- 国道4号
- 阿武隈川

## アクセス
- JR東北本線 本宮駅から南東へ約400m（徒歩約5分）
- 市営バス「下樋・熱海線」 本宮上町停留所、市街地巡回バス 上町停留所下車
- 東北自動車道 本宮ICから北東へ約3.5km
- 駐車場あり：26台